# Polo aquático nos Jogos Olímpicos de Verão de 1936
O torneio de Pólo aquático nos Jogos Olímpicos de Verão de 1936 foi realizado em Berlim, Alemanha.
A equipe da Hungria conquistou o bicampeonato olímpico deixando os donos da casa alemães novamente com o segundo lugar. Quatro anos antes em Los Angeles, a Alemanha já havia desperdiçado as chances do ouro para os húngaros.

## Masculino
| Ouro | Prata | Bronze |
| Hungria György Bródy Kálmán Hazai Márton Homonnay Oliver Halassy Jenö Brandi Mihály Bozsi James János Németh István Molnár György Kutasi Sándor Tarics Miklós Sárkány | Alemanha Paul Klingenburg Bernhard Baier Fritz Gunst Gustav Schürger Josef Hauser Alfred Kienzle Hans Schulze Helmuth Schwenn Hans Schneider Heinrich Krug Fritz Stolze | Bélgica Henri Disy Pierre Coppieters Albert Castelyns Gérard Blitz Fernand Isselé Joseph de Combe Henri Stoelen Henri de Pauw Edmond Michiels |

### Primeira fase

#### Grupo I
| Equipe         | Pts | J | V | E | D | GP | GC |
| -------------- | --- | - | - | - | - | -- | -- |
| Bélgica        | 5   | 3 | 2 | 1 | 0 | 6  | 4  |
| Países Baixos  | 4   | 3 | 1 | 2 | 0 | 5  | 4  |
| Estados Unidos | 2   | 3 | 1 | 0 | 2 | 7  | 8  |
| Uruguai        | 1   | 3 | 0 | 1 | 2 | 2  | 4  |

| 8 de agosto    |     |                |
| Bélgica        | 1–0 | Uruguai        |
| Países Baixos  | 3–2 | Estados Unidos |
| 9 de agosto    |     |                |
| Estados Unidos | 2–1 | Uruguai        |
| Países Baixos  | 1–1 | Bélgica        |
| 10 de agosto   |     |                |
| Países Baixos  | 1–1 | Uruguai        |
| Bélgica        | 4–3 | Estados Unidos |

#### Grupo II
| Equipe      | Pts | J | V | E | D | GP | GC |
| ----------- | --- | - | - | - | - | -- | -- |
| Hungria     | 6   | 3 | 3 | 0 | 0 | 26 | 2  |
| Reino Unido | 4   | 3 | 2 | 0 | 1 | 13 | 15 |
| Iugoslávia  | 2   | 3 | 1 | 0 | 2 | 11 | 8  |
| Malta       | 0   | 3 | 0 | 0 | 3 | 2  | 27 |

| 8 de agosto  |      |             |
| Reino Unido  | 8–2  | Malta       |
| Hungria      | 4–1  | Iugoslávia  |
| 9 de agosto  |      |             |
| Hungria      | 12–0 | Malta       |
| Reino Unido  | 4–3  | Iugoslávia  |
| 10 de agosto |      |             |
| Iugoslávia   | 7–0  | Malta       |
| Hungria      | 10–1 | Reino Unido |

#### Grupo III
| Equipe         | Pts | J | V | E | D | GP | GC |
| -------------- | --- | - | - | - | - | -- | -- |
| Alemanha       | 6   | 3 | 3 | 0 | 0 | 27 | 3  |
| França         | 4   | 3 | 2 | 0 | 1 | 12 | 10 |
| Checoslováquia | 2   | 3 | 1 | 0 | 2 | 7  | 12 |
| Japão          | 0   | 3 | 0 | 0 | 3 | 4  | 25 |

| 8 de agosto    |      |                |
| Alemanha       | 8–1  | França         |
| Checoslováquia | 4–3  | Japão          |
| 9 de agosto    |      |                |
| França         | 8–0  | Japão          |
| Alemanha       | 6–1  | Checoslováquia |
| 10 de agosto   |      |                |
| Alemanha       | 13–1 | Japão          |
| França         | 3–2  | Checoslováquia |

#### Grupo IV
| Equipe   | Pts | J | V | E | D | GP | GC |
| -------- | --- | - | - | - | - | -- | -- |
| Áustria  | 6   | 3 | 3 | 0 | 0 | 17 | 1  |
| Suécia   | 4   | 3 | 2 | 0 | 1 | 18 | 2  |
| Suíça    | 2   | 3 | 1 | 0 | 2 | 7  | 16 |
| Islândia | 0   | 3 | 0 | 0 | 3 | 1  | 24 |

| 8 de agosto  |      |          |
| Suíça        | 7–1  | Islândia |
| Áustria      | 2–1  | Suécia   |
| 9 de agosto  |      |          |
| Áustria      | 9–0  | Suíça    |
| Suécia       | 11–0 | Islândia |
| 10 de agosto |      |          |
| Suécia       | 6–0  | Suíça    |
| Áustria      | 6–0  | Islândia |

### Fase semifinal
Na semifinal, as oito equipes classificadas da fase anteiror são divididas em dois grupos de quatro equipes cada. As equipes que estavam em um grupo na primeira fase permanecem no mesmo grupo agora, considerando-se inclusive os resultados. O mesmo critério foi adotado para a fase final

#### Grupo A
| Equipe        | Pts | J | V | E | D | GP | GC |
| ------------- | --- | - | - | - | - | -- | -- |
| Hungria       | 6   | 3 | 3 | 0 | 0 | 21 | 1  |
| Bélgica       | 3   | 3 | 1 | 1 | 1 | 7  | 5  |
| Países Baixos | 2   | 3 | 0 | 2 | 1 | 5  | 13 |
| Reino Unido   | 1   | 3 | 0 | 1 | 2 | 6  | 20 |

| 11 de agosto  |     |               |
| Países Baixos | 4–4 | Reino Unido   |
| Hungria       | 3–0 | Bélgica       |
| 12 de agosto  |     |               |
| Bélgica       | 6–1 | Reino Unido   |
| Hungria       | 8–0 | Países Baixos |

#### Grupo B
| Equipe   | Pts | J | V | E | D | GP | GC |
| -------- | --- | - | - | - | - | -- | -- |
| Alemanha | 6   | 3 | 3 | 0 | 0 | 15 | 3  |
| França   | 4   | 3 | 2 | 0 | 1 | 7  | 11 |
| Áustria  | 2   | 3 | 1 | 0 | 2 | 5  | 8  |
| Suécia   | 0   | 3 | 0 | 0 | 3 | 3  | 8  |

| 11 de agosto |     |         |
| Alemanha     | 3–1 | Áustria |
| França       | 2–1 | Suécia  |
| 12 de agosto |     |         |
| França       | 4–2 | Áustria |
| Alemanha     | 4–1 | Suécia  |

### Fase final

#### Classificação 5º-8º lugares
| Equipe        | Pts | J | V | E | D | GP | GC |
| ------------- | --- | - | - | - | - | -- | -- |
| Países Baixos | 5   | 3 | 2 | 1 | 0 | 13 | 11 |
| Áustria       | 3   | 3 | 1 | 1 | 1 | 9  | 9  |
| Suécia        | 2   | 3 | 1 | 0 | 2 | 8  | 8  |
| Reino Unido   | 2   | 3 | 0 | 2 | 1 | 9  | 11 |

| 13 de agosto  |     |             |
| Países Baixos | 5–4 | Áustria     |
| Suécia        | 4–2 | Reino Unido |
| 14 de agosto  |     |             |
| Países Baixos | 4–3 | Suécia      |
| Reino Unido   | 3–3 | Áustria     |

#### Classificação 1º-4º lugares
| Equipe   | Pts | J | V | E | D | GP | GC |
| -------- | --- | - | - | - | - | -- | -- |
| Hungria  | 5   | 3 | 2 | 1 | 0 | 10 | 2  |
| Alemanha | 5   | 3 | 2 | 1 | 0 | 14 | 4  |
| Bélgica  | 2   | 3 | 1 | 0 | 2 | 4  | 8  |
| França   | 0   | 3 | 0 | 0 | 3 | 2  | 16 |

| 14 de agosto |     |         |
| Bélgica      | 3–1 | França  |
| Alemanha     | 2–2 | Hungria |
| 15 de agosto |     |         |
| Hungria      | 5–0 | França  |
| Alemanha     | 4–1 | Bélgica |

## Referência
(em inglês) Relatório oficial dos Jogos Olímpicos de Berlim 1936